# بریو سرچ
بریو سرچ (به انگلیسی: Brave Search) یک موتور جستجو است که توسط بریو سافتور اینک (Brave Software, Inc.) توسعه یافته‌است و در برخی مناطق، برای کاربران مرورگر بریو به عنوان جستجوگرِ پیش‌فرض ست شده‌است..

## تاریخچه
در ژوئن ۲۰۲۲، بریو سرچ مرحله بتا آزمایش خود را به پایان رساند و به‌طور کامل منتشر شد. علاوه بر راه اندازی، ویژگی جدید گاگلز اضافه شد که به کاربران اجازه می‌دهد قوانین و فیلترهای خود را برای جستجوهای موتور اعمال کنند.

## امکانات
موتور جستجو ویژگی‌های مختلفی داراست که برای بهبود تجربه جستجوی کاربران طراحی شده‌است:
- نمایه سازی وب منحصر به فرد دارد که به گوگل یا بینگ متکی نیست.[۶][۱]
- گاگلز: قابلیتی که به کاربران اجازه می‌دهد قوانین و فیلترهای خود را در جستجو اعمال کنند.[۷][۸]
- Summarizer: یک ویژگی خلاصه سازی مبتنی بر هوش مصنوعی که توسط هوش مصنوعی بریو ارائه می‌شود.[۹]

## حواشی
در سال ۲۰۲۰، هدایت آدرس اینترنتی بریو به آدرس اینترنتی شرکت‌های ارزهای دیجیتال، برای کسب سود باعث عذرخواهی مدیر عامل شد.